# 臺灣鐮翅綠尺蛾
臺灣鐮翅綠尺蛾（学名：Tanaorhinus formosana），又名單點鐮翅青尺蛾或單點鐮翅綠尺蛾，是尺蛾科鐮翅綠尺蛾屬下的一個種，僅分布於台灣，其主要生存的海拔範圍約在 1,000 公尺以上。
其种加词“formosanus”意为“台湾的”。

## 辨識特徵
翼展約 5 至 7 公分，雌蛾較大（雄蛾翼展 5.3 至 5.8 公分；雌蛾 6 至 7 公分）。翅面綠色，翅端呈鐮刀狀，中室內各具一枚墨綠色的小黑點，前翅近基部有波狀灰白色橫帶（偶爾帶綠色調），中室下方的橫帶鋸尺狀，下緣於各脈間有灰白色的大斑，亞端線波狀或點狀排列，後翅斑紋與前翅相似。

## 生態習性
成蟲主要於 4 至 11 月間出現，多棲息於樹上，夜間具趨光性。